# Marcus Rashford
Marcus Rashford (* 31. října 1997 Manchester) je anglický profesionální fotbalista, který hraje na pozici útočníka či křídelníka za spanělský klub Barcelona  a za anglický národní tým. Je vítězem Evropské ligy, anglického poháru, ligového poháru a superpoháru a účastníkem EURO 2016, MS 2018 a Euro 2020.

## Dětství a mládí
Útočník se narodil na severozápadě Anglie na Halloween, den před Svátkem všech svatých, v roce 1997. Marcus zůstává věrný svému rodnému městu, Manchesteru, dodnes. Rashford vyrůstal ve velké rodině, kde kromě něj vyrůstali ještě tři bratři a sestra.

## Klubová kariéra

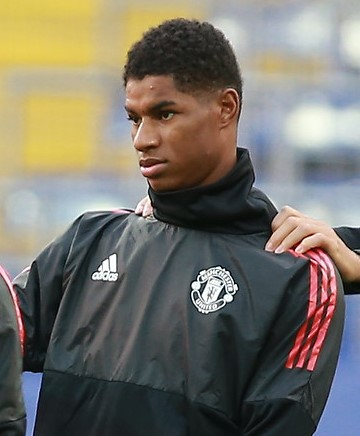
Rashford v roce 2017

### Manchester United

#### Sezóna 2015/16
Do akademie Manchesteru United přišel v roce 2005. Za A–tým si poprvé zahrál 25. února 2016 (byl povolán díky absencím několika opor). Trenér Louis van Gaal jej nasadil v šestnáctifinále Evropské ligy proti dánskému týmu FC Midtjylland. V zápase vstřelil dva góly a pomohl tak svému týmu k výhře 5:1 a následnému postupu do dalšího kola. Tyto góly udělali z Marcuse Rashforda nejmladšího hráče Manchesteru United, který skóroval v evropských soutěžích. Překonal tak rekord, který před ním držela legenda klubu George Best. V Premier League debutoval 28. února 2016 proti Arsenalu. Díky jeho dvěma gólům a jedné asistenci Manchester United slavil výhru 3:2., čímž se stal třetím nejmladším střelcem United v Premier League po Federicovi Macheda a Danny Welbeck. 20. března zaznamenal Rashford jediný gól v Manchesterském derby, při prvním vítězství na trávníku Manchesteru City od roku 2012 Ve věku 18 let a 141 dní je Rashford nejmladším střelcem Manchesterského derby vůbec. Dne 30. května 2016 podepsal Rashford novou smlouvu s United s výdělkem 20 000 £ za týden, která vyprší v roce 2020, s možností rozšíření o další rok.

#### Sezóna 2016/17
Další sezónu už začínal Rashford jako člen v seniorském kádru s číslem 19, které mu přiřadil nový manažer José Mourinho. Rashford vstřelil svůj první gól v sezoně 27. srpna 2016 proti Hull City poté, co v 71. minutě nastoupil za Juana Matu. Následující měsíc skóroval 18. září při porážce 3:1 s Watfordem; 21. září při vítězství 3:1 proti Northamptonu Town v třetím kole EFL Cupu; a ve výhře ligy 4:1 nad Leicester City 24. září. Potom však skóroval až 7. ledna 2017, na FA Cupu proti Reading, který skončil 4:0.
Rashford získal svou třetí trofej 26. února ve finále Poháru EFL, když jako náhradník v 77. minutě nastoupil při vítězství 3:2 nad Southamptonem. Byl důležitým faktorem vítězství United 2:0 nad Chelsea 16. dubna po přímém kopu Andera Herrera. Rashford vstřelil další klíčový gól o čtyři dny později proti Anderlechtu v 107. minutě čtvrtfinálového druhého zápasu Evropské ligy při výhře 2:1 (3: 2 souhrnně) a poslal United do dalšího kola. Startoval také ve finále Evropské ligy 24. května proti nizozemskému týmu Ajax, který Manchester United vyhrál 2:0, čímž získal svou celkově čtvrtou a evropskou první trofej. Díky příchodu Zlatana Ibrahimoviče strávil Rashford většinu sezóny na křídle. Během sezóny vystoupil nejvíce ze všech hráčů United, hrál 53krát.

#### Sezóna 2017/18
Rashford se premiérově představil ve své druhé plné seniorské sezóně 8. srpna 2017 proti Realu Madrid v Superpoháru UEFA jako náhradník (46. minuta) při prohře 2:1. V lize začal domácím vítězstvím 4:0 proti West Hamu United, přičemž asistoval při úvodním gólu Romelu Lukaku. Rashford vstřelil svůj první gól v sezoně 26. srpna při vítězství 2:0 nad Leicester City, tři minuty po to co nastoupil jako střídající hráč. 12. září Rashford skóroval v Basileji při svém debutu v Lize mistrů UEFA, při výhře 3:0.
23. října se Rashford umístil na třetím místě v ocenění Golden Boy za rok 2017 za vítězem Kylián Mbappém a Ousmaneom Dembélém 10. března 2018 vstřelil Rashford oba své góly při vítězství 2:1 nad rivalem Liverpoolem. O tři dny později byl United vyřazen z Ligy mistrů po porážce španělskou Sevillou 2:1, přičemž Rashford asistoval při gólu United.

#### Sezóna 2018/19
Před sezónou 2018/19 dostal Rashford po odchodu Ibrahimovič číslo 10. Tričko dříve v Premier League oblékali i Teddy Sheringham, Ruud van Nistelrooy a Wayne Rooney a stal se tak třetím absolventům akademie, který si ho oblékl po Markovi Hughesovi a Davidu Beckhamovi.
1. prosince Rashford 2krát asistoval při remíze United 2:2 se Southamptonem, přičemž góly vstřelili Lukaku a Herrera. V další herní den 2krát asistoval proti Fulhamu, přičemž střelci byli Ashley Young a Juan Manuel Mata a United vyhráli 4:1. 12. prosince nastoupil Rashford jako náhradník za záložníka Freda a v 87. minutě skóroval hlavičkou při prohře 2:1 se španělským týmem Valencia v zápase Ligy mistrů v závěrečné skupinové fázi. 22. prosince Rashford skóroval ve třetí minutě prvního zápasu Manchesteru United pod vedením nového dočasného manažera Ole Gunnar Solskjær, v němž United zvítězili nad Cardiff City 5:1. Solskjaer ocenil Rashfordove výkony a uvedl, že Rashford měl šanci stát se jedním z nejlepších útočníků na světě.
13. ledna vstřelil Rashford jediný gól při vítězství 1:0 nad Tottenhamem Hotspur na stadionu ve Wembley; to bylo poprvé, co skóroval ve třech po sobě následujících ligových zápasech ve své kariéře, třetí nejmladší, který dosáhl toto pro United za sebou po Rooneym a Ronaldovi. Následující týden se zúčastnil svého 150. zápasu v klubu, když vyhrál 2:1 proti Brightonu & Hove Albion a svým gólem stal nejmladším hráčem v historii United, který skóroval ve čtyřech po sobě jdoucích ligových zápasech. Jeho působivý výkon v lednu mu vynesl první titul hráče měsíce Premier League.

#### Sezóna 2019/20
1. července 2019 prodloužil smlouvu s klubem do roku 2023 s možností prodloužení o další rok.
Povedený prosinec roku 2019 následovalo ocenění pro nejlepšího hráče měsíce podle PFA (Asociace profesionálních fotbalistů, Professional Footballers' Association) a také klubovou obdobu tohoto ocenění. V sedmi prosincových zápasech Premier League dal pět gólů, z toho dva Tottenhamu při výhře 2:1 a jeden gól proti Manchesteru City v derby při jiné výhře 2:1.
V průběhu července byl v novinářské anketě zvolen třetím nejlepším fotbalistou podle FWA (Football Writers’ Association), před ním skončila dvojice záložníků Jordan Henderson (první) a Kevin De Bruyne (druhý).
Dne 28. října 2020 vstřelil svůj první hattrick v dresu United, stalo se tak v utkání Ligy mistrů proti Lipsku (5:0). Až v nastaveném čase rozhodl Rashford o výhře 1:0 nad Wolverhamptonem v ligovém utkání hraném 29. prosince 2020. Ačkoliv to byl jeho sedmý gól ligové sezóny, byl prvním na domácím stadionu, kde se předtím naposledy střelecky prosadil pět měsíců nazpět.

## Reprezentační kariéra

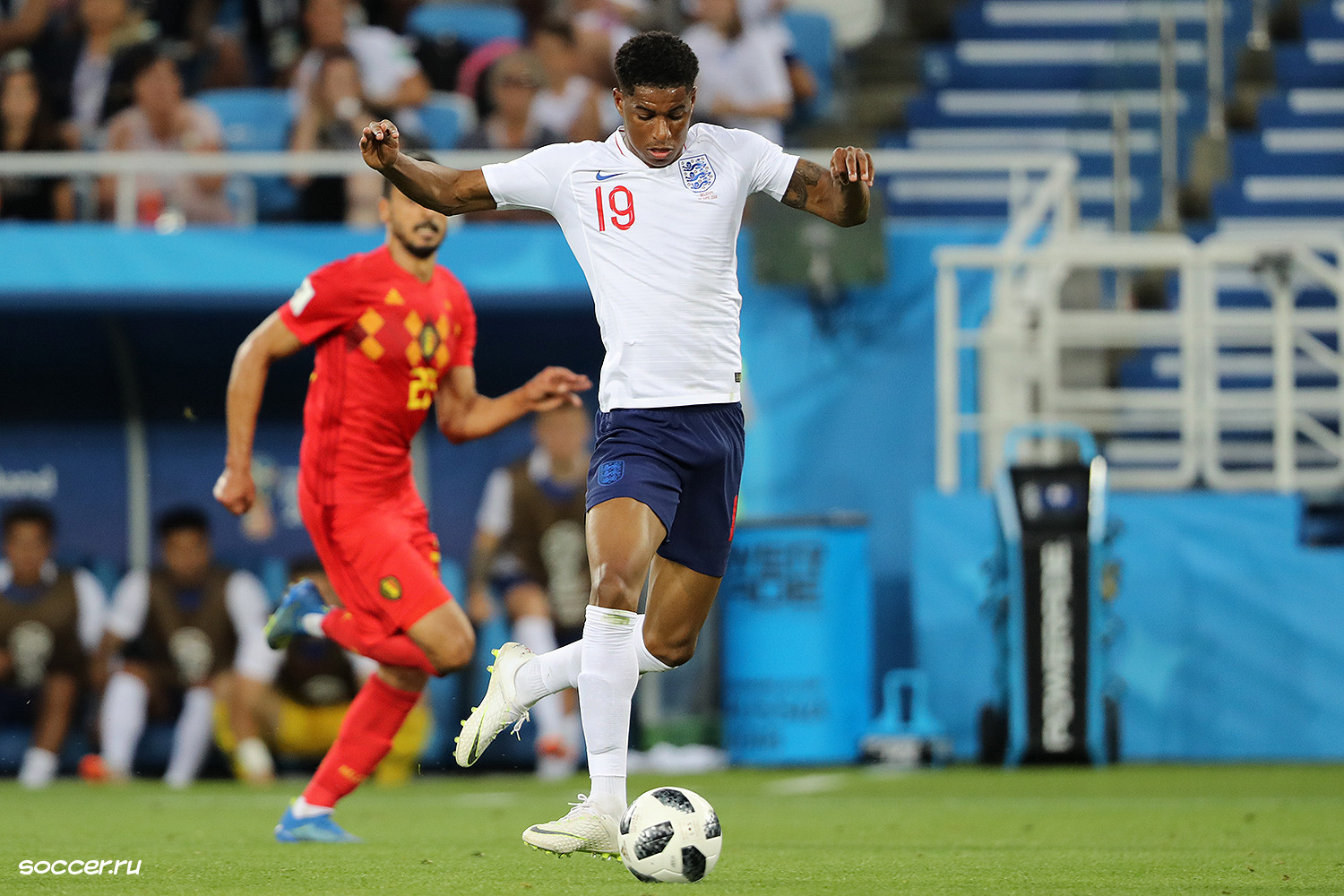
V dresu Anglie na MS 2018

Marcus reprezentoval Anglii za výběry do 16 a 18 let. 27. března 2016 debutoval za výběr do 20 let v přátelském zápase proti Kanadě (prohra 1:2, 90 minut).
V A-mužstvu Anglie debutoval 27. května na stadionu Stadium of Light v Sunderlandu v přátelském zápase proti reprezentaci Austrálie (výhra 2:1). Při svém debutu ve věku 18 roků a 208 dní vstřelil gól, stal se tak nejmladším anglickým reprezentantem, který při svém debutu skóroval (překonal věkový rekord Tommyho Lawtona z roku 1938).

Pod vedením trenéra Roye Hodgsona se zúčastnil EURA 2016 ve Francii, kam se Anglie suverénně probojovala bez ztráty bodu z kvalifikační skupiny E. V zápase proti Walesu v 73. minutě za stavu 1:1 vystřídal Adama Lallanu a ve věku 18 let a 228 dní se stal nejmladším anglickým reprezentantem, který nastoupil na fotbalovém Mistrovství Evropy (zápas skončil výhrou Anglie 2:1).
V roce 2018 se v dresu anglické reprezentace zúčastnil Mistrovství světa, kde s týmem postupně přes Tunisko, Panamu, Belgii (skupina) a následně Kolumbii (osmifinále) a Švédsko (čtvrtfinále) došel až do semifinále, kde Anglie nestačila na Chorvatsko, v souboji o 3. místo se podruhé na turnaji střetla s Belgií a i podruhé s ní prohrála. Marcus naskočil do všech zápasů s výjimkou toho s Panamou, gól nevstřelil.

## Úspěchy

### Klubové
Manchester United
- 2× vítěz FA Cupu – 2015/16, 2023/24
- 1× vítěz Community Shieldu – 2016
- 1× vítěz EFL Cupu – 2016/17
- 1× vítěz Evropské ligy UEFA – 2016/17

### Reprezentační
Anglická reprezentace
- třetí místo v Lize národů UEFA – 2018/19

### Individuální
- Nejlepší fotbalista měsíce v Premier League podle PFA – prosinec 2019[31]
- Nejlepší 23členná sestava Evropské ligy UEFA – 2019/20[41]
- Anglický fotbalista roku – 2020[40]
- Stříbrná kopačka pro druhého nejlepšího střelce Ligy národů UEFA – 2018/19 (3 góly)[40]